# Красноармійське (Красноармійський район, Чувашія)
Кра́сноармі́йське (рос. Красноармейское, чув. Красноармейски) — село, центр Красноармійського району Чувашії, Росія. Адміністративний центр Красноармійського сільського поселення.
Населення — 4271 особа (2010; 4337 у 2002).
Національний склад:
- чуваші — 94 %